# Ytskärande propeller
Ytskärande propeller är en typ av propeller som används på planande båtar för att minska friktionsmotståndet.
När båten planar befinner sig halva propellern inklusive navet ovanför vattenytan. Eftersom både moment och tryckkraft halveras så har en ytskärande propeller lika hög verkningsgrad i hög fart som en konventionell propeller. När bara halva propellern är i vattnet uppstår en kraftig skovelhjulseffekt som ger en sidriktad kraft. Ytskärande propellrar monteras därför alltid parvis och med olika rotationsriktningar så att sidkrafterna tar ut varandra. En annan nackdel är att bladbelastningen varierar från 0% till 100% under ett varv vilket ger upphov till vibrationer och utsätter propellerbladen för stora påfrestningar.